# Ernst Pichler
Ernst Pichler (Allentsteig, 30 april 1908 – Lochau, 16 september 1986) was een Oostenrijks componist, muziekpedagoog, dirigent en hoornist.

## Levensloop
Pichler studeerde aan de Weense Muziek Academie onder anderen hoorn bij K. Stiegler en compositie bij Franz Schmidt. In 1948 kwam hij als hoornist in het symfonieorkest van het ORF-studio Vorarlberg in Dornbirn. Hij was docent voor koperblazers aan de muziekschool te Bregenz van 1959 tot 1977 en in dezelfde functie ook aan de stedelijke muziekschool te Bludenz. 
Hij richtte het Vorlarlberge hoornensemble op, die zich tot een exponent van de eigentijdse muziek ontwikkelde. Als dirigent was hij van 1967 tot 1977 werkzaam voor de Stadtkapelle Bregenz-Vorkloster. 
Als componist schreef hij werken voor verschillende genres. Van hem zij de Festliche Musik, voor koperblazers en slagwerk (1973) alsook het Divertimento, voor klarinet en hoornensemble (1970) tot nu bekend.